# ゴマダラシジミ属
ゴマダラシジミ属（Phengaris）は、シジミチョウ科の属のひとつである。ゴマシジミ属 Maculineaは本属のシノニムとされており、本属の和名としてゴマシジミ属を採用する場合もある。

## 分類と命名
本属 Phengaris とゴマシジミ属 Maculinea はごく近縁な分類群であり、近年の研究は両属をひとつの属に統合する結果を示している。
ふたつの属名をシノニムとする場合、より古い学名が優先権をもつため、通常は Phengaris Doherty, 1891 が有効名（英語: valid name）となる。一方で、ゴマシジミ属 Maculinea は進化生態学や保全生態学の分野において長く注目されてきた分類群であるため、Maculinea Van Eecke, 1915 に優先権を与えるよう求める研究者もおり、現在、本属にかんしては命名上の混乱が生じている。この問題にかんしては、 Ugelvig et al. (2011) が、より確実な研究結果が得られるまで命名にかんする議論を保留することを提案している。

## 種
FRIC et al. (2007) は以下の11種を本属に認めているが、分類学的に問題のある種もある。

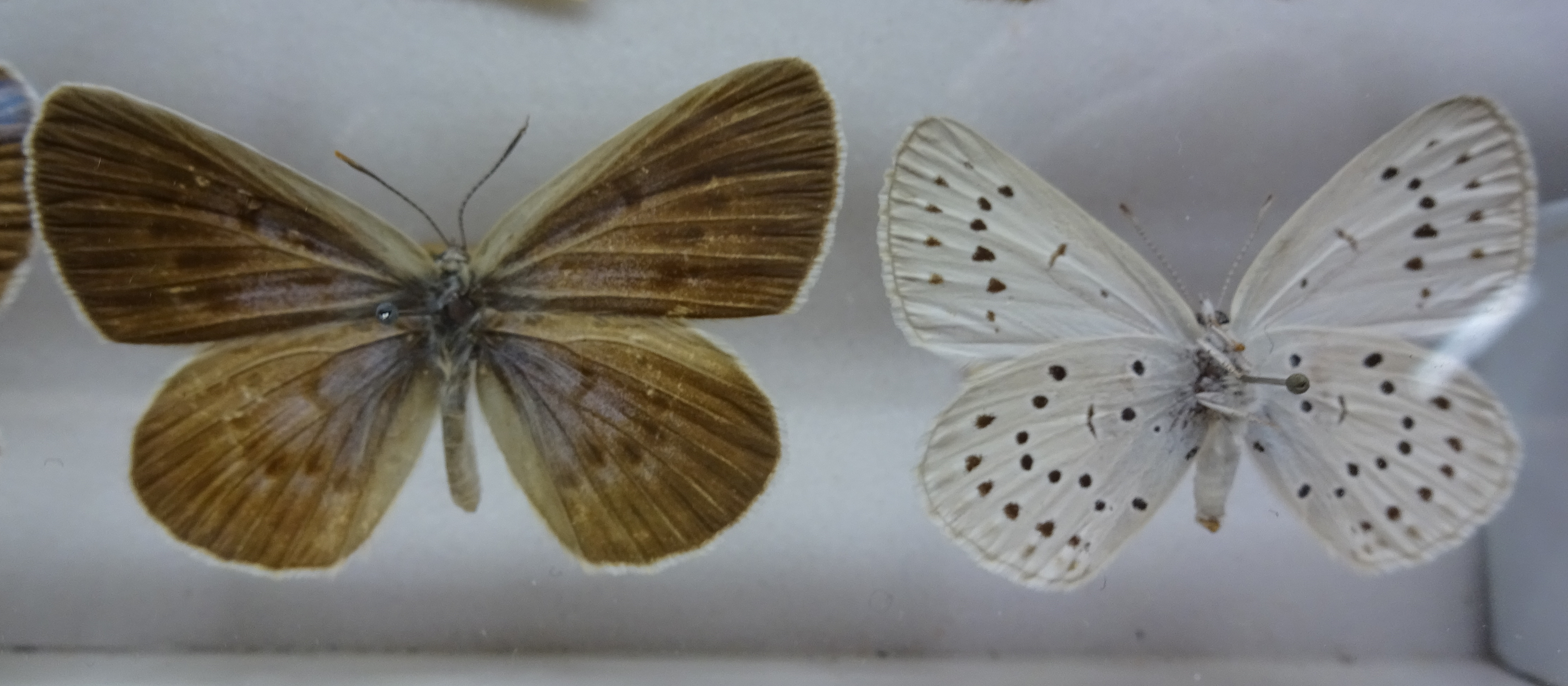
オオゴマシジミ
(Maculinea arionides)

Phengaris Doherty, 1891 sensu lato
- P. alcon 群 ( = Maculinea van Eecke, 1915)
  - Phengaris alcon (Denis & Schiffermüller, 1775)
- P.  atroguttata 群  ( = Phengaris sensu stricto)
  - Phengaris daitozana Wileman, 1908
  - Phengaris albida Leech, 1893
  - Phengaris atroguttata (Oberthür, 1876)
- P. teleius 群
  - Phengaris kurentzovi (Sibatani et al., 1994)
  - Phengaris nausithous (Bergsträsser et al., [1779])[注釈 1]
  - Phengaris teleius (Bergsträsser et al., [1779])[注釈 1] - ゴマシジミ
- P. arion 群
  - 'Phengaris cyanecula’ (Eversmann, 1848)[注釈 1]
  - Phengaris arion (Linnaeus, 1758) - ゴウザンゴマシジミ
  - Phengaris arionides (Staudinger, 1887) - オオゴマシジミ
  - Phengaris takamukui (Matsumura, 1919)

2010年には Phengaris sensu stricto に属する種として Phengaris xiushani が新種記載されている。